# Venevisión Plus Dominicana
Venevisión Plus Dominicana fue un canal de televisión por suscripción dominicano de origen venezolano, filial de Venevisión Plus perteneciente al Grupo Cisneros. Fue lanzado el 10 de septiembre de 2010, para ser finalmente reemplazado por Ve Plus TV (actualmente llamado Ve Plus) el 18 de julio de 2012, junto con el canal Novelísima.
Su programación se especializó en telenovelas y programas de entretenimiento enfocándose en el entretenimiento latino comprendido en como talkshows, concursos y humor. El canal no tuvo presencia de programas de índole periodística.